# Меліса Міранда
Меліса Міранда (ісп. Melisa Miranda; нар. 1 січня 1988) — колишня чилійська тенісистка.
Найвищу одиночну позицію світового рейтингу — 447 місце досягла 22 грудня 2008, парну — 436 місце — 15 жовтня 2007 року.
Здобула 2 одиночні титули.

## Фінали ITF

### Одиночний розряд: 3 (2–1)
| Результат | Ранг | Дата           | Турнір           | Покриття | Суперниця          | Рахунок  |
| --------- | ---- | -------------- | ---------------- | -------- | ------------------ | -------- |
| Поразка   | 1.   | 28 жовтня 2006 | Luque, Парагвай  | Ґрунт    | Роксане Вайзенберг | 3–6, 3–6 |
| Перемога  | 1.   | 14 липня 2008  | Бадахос, Іспанія | Тверде   | Аделін Гонсальвес  | 6–4, 6–3 |
| Перемога  | 2.   | 14 грудня 2008 | Гавана, Куба     | Тверде   | Ана Клара Дуарте   | 6–0, 6–4 |

### Парний розряд: 4 (0–4)
| Результат | Ранг | Дата            | Турнір                                | Покриття | Партнерка            | Суперниці                              | Рахунок       |
| --------- | ---- | --------------- | ------------------------------------- | -------- | -------------------- | -------------------------------------- | ------------- |
| Поразка   | 1.   | 26 червня 2006  | Кордова (місто, Аргентина), Аргентина | Ґрунт    | Лусіана Сарменті     | Флавія Міґнола Марія Ірігоєн           | 3–6, 4–6      |
| Поразка   | 2.   | 23 жовтня 2006  | Luque, Парагвай                       | Ґрунт    | Маріана Мусі         | Карен Кастібланко Флавія Міґнола       | 3–6, 3–6      |
| Поразка   | 3.   | 14 травня 2007  | Кордова (місто, Аргентина), Аргентина | Ґрунт    | Карен Кастібланко    | Андреа Бенітес Марія Ірігоєн           | 2–6, 4–6      |
| Поразка   | 4.   | 17 вересня 2007 | Чіуауа (місто), Мексика               | Ґрунт    | Hilda Zuleta Cabrera | Даніела Муньос Галлегос Валерія Пулідо | 6–7(1–7), 5–7 |